# Селиверстов, Виктор Валентинович
Виктор Валентинович Селиверстов (род. 2 августа 1954, Котовск, Одесская область, УССР, СССР) — российский военный, государственный и политический деятель. Депутат Государственной Думы VII созыва, член фракции «Единая Россия», член комитета Госдумы бюджету и налогам.
Из-за вторжения России на Украину, находится под международными санкциями Евросоюза, США, Великобритании и ряда других стран

## Биография
В 1975 году получил высшее военное образование по специальности «военно-политическая строительная» с отличием окончив Симферопольское высшее военно-политическое строительное училище. В 1985 году получил второе высшее образование по специальности «военно-педагогическая: общественные науки» в Военно-политической академии имени В. И. Ленина. Позже получил высшее образование по специальности «юриспруденция» в Военной академии экономики, финансов и права Вооружённых сил России. С 1975 по 1998 год служил на офицерских должностях в Вооружённых силах СССР и Российской Федерации. Уволился в запас в звании полковника, последнее место службы — Главное военно-строительное управления Минобороны РФ, должность — заместитель начальника.
После увольнения в запас с 1998 по 2004 год работал в префектуре Северо-Западного административного округа Москвы в должности заместителя префекта. С 2004 по 2012 год работал в Московском региональном отделении партии «Единая Россия» в должности руководителя регионального исполкома.
В октябре 2009 года баллотировался в Мосгордуму по спискам партии «Единая Россия», по результатам распределения мандатов был избран депутатом Московской городской думы V созыва.
В начале 2012 года досрочно сложил с себя депутатские полномочия в связи с переходом на работу в Администрацию Президента РФ. С 2012 по 2014 год работал в управлении президента РФ по внутренней политике Администрации Президента РФ в должности заместителя начальника. Курировал работу органов власти в г. Москва, в Северо-западном и Центральном федеральном округе.
С 2014 по 2016 год работал в исполнительном комитете Московской региональной организации Общероссийского народного фронта в должности руководителя регионального исполкома.
В сентябре 2016 года баллотировался в Госдуму от партии «Единая Россия», по результатам распределения мандатов был избран депутатом Государственной думы РФ VII созыва.

## Законотворческая деятельность
С 2016 по 2019 год, в течение исполнения полномочий депутата Государственной Думы VII созыва, выступил соавтором 25 законодательных инициатив и поправок к проектам федеральных законов.

## Санкции
23 февраля 2022 года внесён в санкционные списки стран Евросоюза за действия и политику, которые подрывают территориальную целостность, суверенитет и независимость Украины и ещё больше дестабилизируют Украину.
24 февраля 2022 года включён в санкционный список Канады «близких соратников режима» за голосование о признании независимости «так называемых республик в Донецке и Луганске».
24 марта 2022 года, на фоне вторжения России на Украину, включён в санкционный список США за «соучастие в войне Путина» и «поддержку усилий Кремля по вторжению в Украину», Госдеп США заявил что депутаты Госдумы используют свои полномочия для преследования инакомыслящих и политических оппонентов, нарушают свободу информации, ограничивают права человека и основные свободы граждан России.
Позднее, по аналогичным основаниям, включён в санкционные списки Великобритании, Швейцарии, Австралии, Японии, Украины, Японии и Новой Зеландии.

## Награды
- Орден Почёта[2]
- Медаль «За отличие в воинской службе» I степени[2]
- Орден «За службу Родине в Вооруженных силах СССР» III степени[2]
- Медаль «В ознаменование 10-летия возвращения Севастополя в Россию» (10 июня 2024) — за личный вклад в возвращение города Севастополя в Россию
- Юбилейная медаль «МПА СНГ. 30 лет» (16 ноября 2023, Межпарламентская ассамблея СНГ) — за заслуги в деле развития и укрепления парламентаризма, за вклад в развитие и совершенствование правовых основ функционирования Содружества Независимых Государств, укрепление международных связей и межпарламентского сотрудничества[19]